# Teoria della grande unificazione
In fisica la teoria della grande unificazione, nota anche come GUT (acronimo dell'inglese grand unification theory o grand unified theory) è un insieme di teorie costruite per ottenere l'unificazione delle tre interazioni fondamentali descritte dal Modello standard. Tra i candidati più plausibili per il gruppo di simmetria in grado di rappresentare tale unificazione vi sono il Gruppo ortogonale SO(10) e il Gruppo unitario speciale SU(5). Un interesse particolare è attualmente rivolto alla sottoclasse di teorie che incorporano la supersimmetria.

## Motivazioni
I modelli di grande unificazione si fondano sullo stesso principio alla base del modello standard delle interazioni e delle particelle elementari: il principio che sta alla base delle interazioni (o forze) elementari è che ci sia un gruppo di simmetria, detto gruppo di gauge.
Una teoria di gauge, dove il gruppo di gauge è un gruppo semplice, ha solo una costante di accoppiamento e quindi un'unica interazione fondamentale. Pertanto, in una teoria di grande unificazione, le tre interazioni indipendenti di gauge del modello standard vengono messe in relazione tra loro. In certe teorie SU(5) supersimmetriche o in certi modelli SO(10) non supersimmetrici, queste relazioni sono compatibili con i valori misurati delle tre interazioni del modello standard.
Inoltre, i 5 campi fermionici chirali (3 quark e 2 leptoni) che costituiscono una "famiglia" del modello standard vengono ridotti a solo 2 campi in SU(5) e a 1 solo campo (detto lo spinore) in SO(10). Il gruppo SO(10) predice anche l'esistenza di un neutrino destrorso, possibilmente legato alla spiegazione delle masse dei neutrini.
Ogni specifico modello GUT predice delle relazioni tra le masse dei fermioni, per esempio fra l'elettrone e il quark down, il muone e il quark strange e fra il leptone tau e il quark bottom per SU(5) e SO(10). Si deve sottolineare però che le masse dei fermioni non sembrano spiegate in maniera altrettanto convincente delle interazioni.

## Ingredienti
Un modello GUT sostanzialmente consiste di un gruppo di gauge che è un gruppo di Lie compatto, una forma di connessione per quel gruppo di Lie, un'azione di Yang-Mills per quella connessione data da una forma invariante simmetrica bilineare sulla sua algebra di Lie (che è specificata da una coppia di costanti per ciascun fattore), un settore di Higgs consistente in un numero di campi scalari presi sui valori con un rappresentazioni reali/complesse del gruppo di Lie dei fermioni chirali di Weyl presi sui valori con un rappresentante complesso del gruppo di Lie. Il gruppo di Lie contiene il gruppo del Modello Standard e il campo di Higgs conduce alla rottura spontanea di simmetria del modello standard. Il fermione di Weyl rappresenta la materia.

## Teorie proposte
Numerose teorie sono state proposte, ma nessuna è attualmente universalmente accettata. Una eventuale più ambiziosa teoria che includa tutte le forze fondamentali (fra cui soprattutto la gravità) è chiamata Teoria del Tutto. I principali modelli di GUT sono:
- modello minimale left-right (left-right model) — {\displaystyle SU(3)_{C}\times SU(2)_{L}\times SU(2)_{R}\times U(1)_{B-L}}
- Modello di Georgi-Glashow — {\displaystyle SU(5)}
- SO(10)
- Flipped SU(5) — {\displaystyle SU(5)\times U(1)}
- Modello di Pati-Salam — {\displaystyle SU(4)\times SU(2)\times SU(2)}
- flipped SO(10) — {\displaystyle SO(10)\times U(1)}
- Trinification — {\displaystyle SU(3)\times SU(3)\times SU(3)}
- SU(6)
- E6
- modello 331
- Colore chirale

Teorie non propriamente GUT:
- Modelli multicolore
- Little Higgs
- Preoni
- Teoria delle stringhe
- M-teoria
- Loop Quantum Gravity
- Teoria della triangolazione causale dinamica (Causal dynamical triangulation)

Nota: Questi modelli si riferiscono ad una algebra di Lie non ai gruppi di Lie. I gruppi di Lie possono essere per esempio [SU(4)×SU(2)×SU(2)]/Z2.

## Previsioni e possibili verifiche sperimentali
Per il momento non c'è alcuna verifica sperimentale diretta della teoria GUT, poiché la tipica scala energetica di grande unificazione dovrebbe essere quella di 1013 TeV mentre oggigiorno si effettuano esperimenti ad energie dell'ordine di 1 TeV (ossia diecimila miliardi di volte meno).
Tra le possibili verifiche indirette della teoria GUT, vanno sottolineate la ricerca di decadimento del protone (non osservato) e la ricerca di masse di neutrini. Quest'ultima ha dato risultati positivi, tramite lo studio delle oscillazioni dei neutrini. Notiamo che la scala di massa delle oscillazioni dei neutrini atmosferici, m(nu)=0.05 eV, suggerisce tramite la formula del seesaw m(nu)=v2/M (dove v=174 GeV) un valore della scala di nuova fisica M intorno a 1015 GeV, vicini alla scala di grande unificazione sopra ricordata.
Alcuni modelli GUT permettono di ottenere stime sull'evoluzione dell'universo. Secondo questi modelli, nei primi istanti di vita dell'universo, si è prodotto un surplus di particelle a discapito delle antiparticelle, che ha portato alla rottura della simmetria tra materia ed antimateria ed ha condotto all'universo che noi osserviamo. In alcuni di questi modelli, l'origine della materia è strettamente collegata con le masse dei neutrini, la cosiddetta leptogenesi.
Infine, bisogna ricordare che la predizione della scala di grande unificazione dipende dal modello specifico, e non esiste ancora un modello universalmente accettato; in particolare, la letteratura scientifica annovera modelli GUT alternativi con nuove particelle potenzialmente osservabili negli acceleratori.

## Stato corrente
La scoperta delle oscillazioni del neutrino indica che il modello standard è incompleto e conduce ad interesse rinnovato verso certe GUT come SO(10). L'interesse si sta anche spostando verso particolari GUT supersimmetrici.

## Bosoni X e Y
Nella teoria della grande unificazione, i bosoni X e Y sono le particelle elementari ipotetiche, analoghe ai bosoni W e Z, responsabili di un nuovo tipo di forza prevista dalla teoria stessa.